# Lê Ngọc Bảo
Lê Ngọc Bảo (sinh ngày 29 tháng 3 năm 1998 tại Phú Yên, Việt Nam) là một cầu thủ bóng đá chuyên nghiệp người Việt Nam hiện đang thi đấu ở vị trí trung vệ trong màu áo câu lạc bộ PVF–CAND tại V.League 2 và đội tuyển bóng đá quốc gia Việt Nam.

## Thành tích

### Câu lạc bộ
Thép Xanh Nam Định
- V.League 1:

 Vô địch: 2023–24
Than Quảng Ninh
- Cúp Quốc gia:

 Vô địch: 2016
- Siêu cúp quốc gia:

 Vô địch: 2016
Phố Hiến
- V.League 2:

 Á quân 2019
MerryLand Quy Nhơn Bình Định
- V.League 1:

 Hạng 3: 2022
- Cúp Quốc gia:

 Á quân: 2022
 Hạng 3: 2023

### Quốc tế
U-22 Việt Nam
- Đại hội Thể thao Đông Nam Á:

 Vô địch : 2019

## Thống kê sự nghiệp

### Đội tuyển quốc gia
Tính đến ngày 16 tháng 11 năm 2023
| Năm                         | Trận                        | Bàn                         |
| Đội tuyển quốc gia Việt Nam | Đội tuyển quốc gia Việt Nam | Đội tuyển quốc gia Việt Nam |
| --------------------------- | --------------------------- | --------------------------- |
| 2024                        | 1                           | 0                           |
| Tổng                        | 1                           | 0                           |